# برنج‌بن
برنج‌بن، روستایی است از توابع بخش مرکزی شهرستان مینودشت در استان گلستان ایران.روستای خوش اب و هوا

## جمعیت
این روستا در دهستان کوهسارات قرار داشته و بر اساس سرشماری سال ۱۳۸۵ جمعیت آن ۸۱۶ نفر (۱۸۴ خانوار)
بوده است.